# چو مین
چو مین (‎/ˈtʃaʊ ˈmeɪn/‎ و ‎/ˈtʃaʊ ˈmiːn/‎، simplified Chinese) رشته فرنگی چینی سرخ شده با سبزیجات و گاهی گوشت یا توفو است. این نام رومانیزه شدن تایشانیchāu-mèn است. این غذا در سراسر دیاسپورای چینی محبوب است و در منوی اکثر رستوران‌های چینی در خارج از کشور ظاهر می‌شود. این غذا به خصوص در هند، نپال، انگلستان، و ایالات متحده محبوب است.

## ریشه‌شناسی
واژه‌ های chow mein به معنای «رشته فرنگی سرخ شده» است، همچنین به راحتی در انگلیسی به «رشته سرخ شده» ترجمه می‌شود، chow به معنی «سرخ شده» و mein به معنای «رشته فرنگی» است.

## غذاهای محلی

### غذاهای چینیآمریکایی

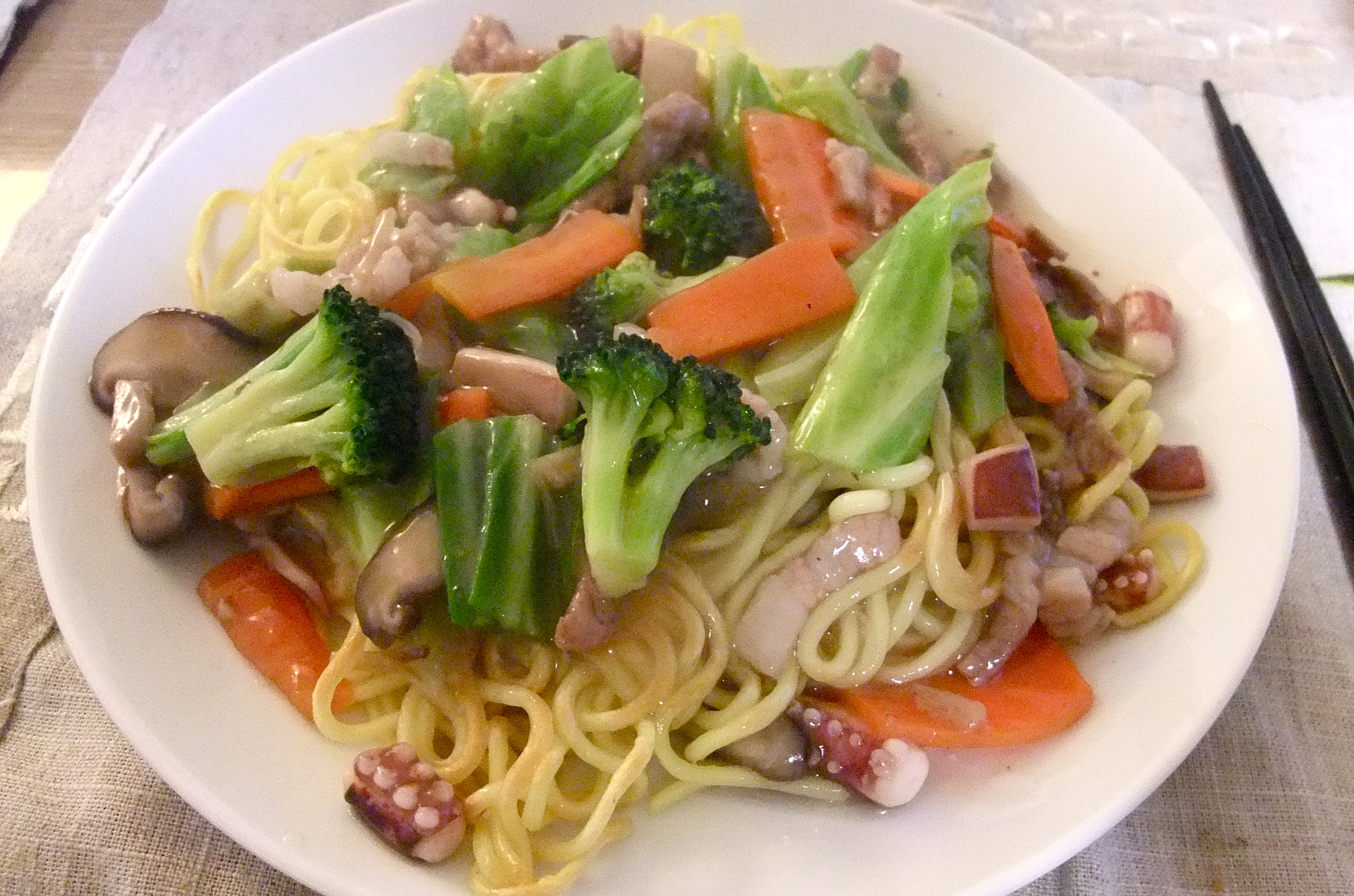
Subgum chow mein

در آشپزی آمریکایی چینی، این غذای سرخ شده‌ای است که شامل نودل، گوشت (مرغ معمول‌ترین است اما گوشت خوک، گوشت گاو، میگو یا توفو نیز گاهی جایگزین می‌شود)، پیاز و کرفس است. این غذا اغلب به عنوان یک غذای خاص در رستوران‌های چینی سرو می‌شود. در رژیم گیاه‌خواری یا وگان چو ماین نیز رایج است.

### غذاهای چینی استرالیایی
چو ماین سنتی با رشته فرنگی تخم مرغ درست می‌شود که آن را می‌جوشانند و صاف می‌کنند و می‌گذارند تا خشک شود. این خوراکی با هر یک از غذاهای دریایی، اغلب فقط میگو، مرغ، گوشت گاو یا گوشت خوک کبابی تهیه می‌شود. رستوران‌ها یک نوع ترکیبی از چو مین یا یک نوع را سرو می‌کنند. مرغ و گوشت گاو اغلب با کمی سودا نرم می‌شوند.

### غذاهای ژاپنی برزیلی
چو ماین توسط مهاجران ژاپنی به برزیل آورده شد و از این رو یاکی‌سوبا (تلفظ پرتغالی:[jakiˈsoβɐ] یا [jakisoˈba]) نامیده می‌شود. هرچند بیشتر با سلیقه‌های برزیلی مطابقت دارد تا ژاپنی‌ها و بنابراین بیشتر شبیه نسخه‌های چو مین در آمریکای شمالی است.

### غذاهای چینی هندی
بسیاری از مردم هند غربی در غذاهای خود چو مین دارند، به ویژه مردمان جزایری مانند ترینیداد و توباگو و جامائیکا که جمعیت قابل توجهی از نژاد چینی را شامل می‌شوند. این دستور پخت‌ها به صورت مشابه و با لوبیا سبز، هویج، نخود فرنگی، پیاز و بعضی اوقات سبزیجات دیگر طبخ می‌شوند. گوشت مورد استفاده بیشتر مرغ و گاهی گوشت خوک و یا میگو است. تفاوت اصلی این است که ادویه‌های محلی به آن اضافه می‌شوند و غذا اغلب با فلفل تند و یا سس فلفل سرو می‌شود.
در کوبا، جدا از هتل‌های توریستی اغلب غذاهای چینی به سبک غربی سرو می‌کنند، رستوران‌های محلی چینی را می‌توان در هاوانا یافت که سبک متمایز کوبایی را ارائه می‌دهند.
در پاناما، چو ماین را با مخلوط هویج خرد شده و کلم به همراه گوشت خوک یا مرغ تهیه کرده و روی ماکارونی سرو می‌کنیم. دستور العمل دیگر شامل کنسرو ذرت است.

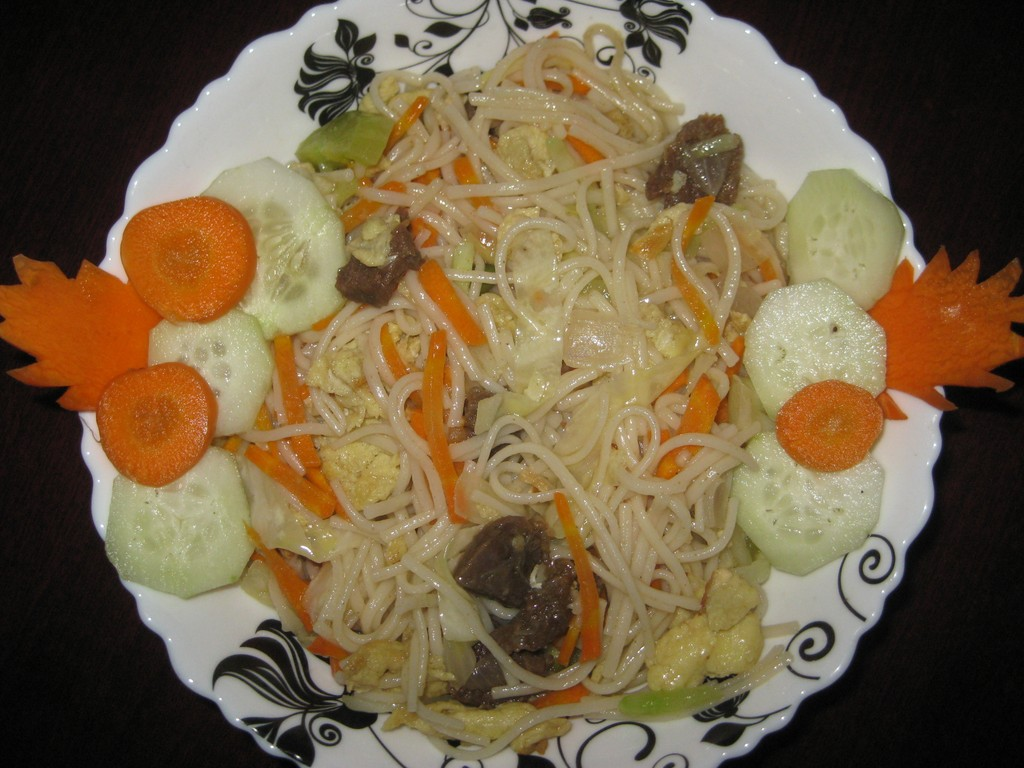
چو ماین به سبک بنگلادشی

چو ماین در غذاهای چینی هند، چینی بنگلادشی و چینی پاکستانی نیز رایج است. در هند توسط چینی‌های کلکته معرفی شد. با توجه به رژیم‌های گیاهخواری در هند، سبزیجات شامل رشته‌های با کلم، شاخه‌های بامبو، غلاف نخود، فلفل سبز و هویج است. در منطقه دهلی نو، چو ماین می‌تواند گاهی اوقات حاوی پنیر با مخلوط رشته و سبزیجات باشد. نوع دیگر هند غیر گوشتی شامل تخم مرغ مخلوط شده به عنوان منبع پروتئین است. کلکتا نوع خاص خود را دارد که به آن Calcutta Chow Mein یا چو مین کلکته گفته می‌شود که همچنین شامل فلفل قرمز، سیر یا سیر داغ است.